# Więzadło kulszowo-udowe

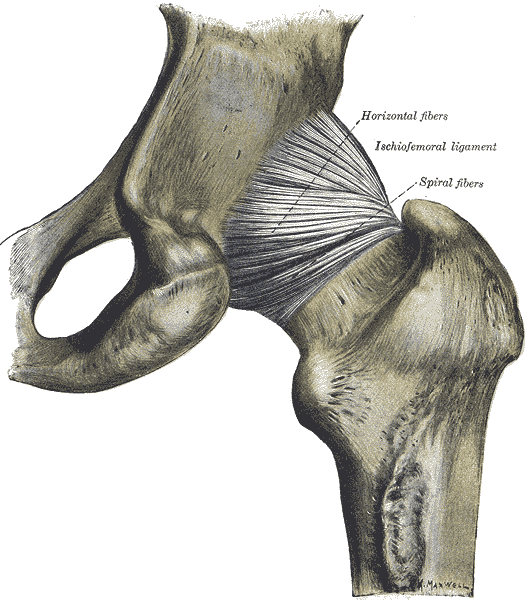
Staw biodrowy widziany od tyłu. Więzadło kulszowo-łonowe (ischiofemoral ligament) znajduje się w centralnej części grafiki.

Więzadło kulszowo-udowe, więzadło kulszowo-torebkowe (łac. ligamentum ischiofemorale, ligamentum ischiocapsulare) – w anatomii człowieka jedno z więzadeł stawu biodrowego znajdujące się na jego tylnej ścianie.
Swój początek bierze na tylnym brzegu panewki kości kulszowej. Biegnie skośnie ku górze i bocznie. Część włókien dochodzi do przedniego brzegu krętarza większego kości udowej, a pozostała splata się z warstwą okrężną.
Jego funkcjami jest ograniczanie przywodzenia uda i hamowanie obrotu uda (w położeniu zgięciowym) do wewnątrz.